# (37385) 2001 WP27
2001 WP27 (asteroide 37385) é um asteroide da cintura principal. Possui uma excentricidade de 0.04696080 e uma inclinação de 15.77075º.
Este asteroide foi descoberto no dia 17 de novembro de 2001 por LINEAR em Socorro.